# Sonja M. Schultz

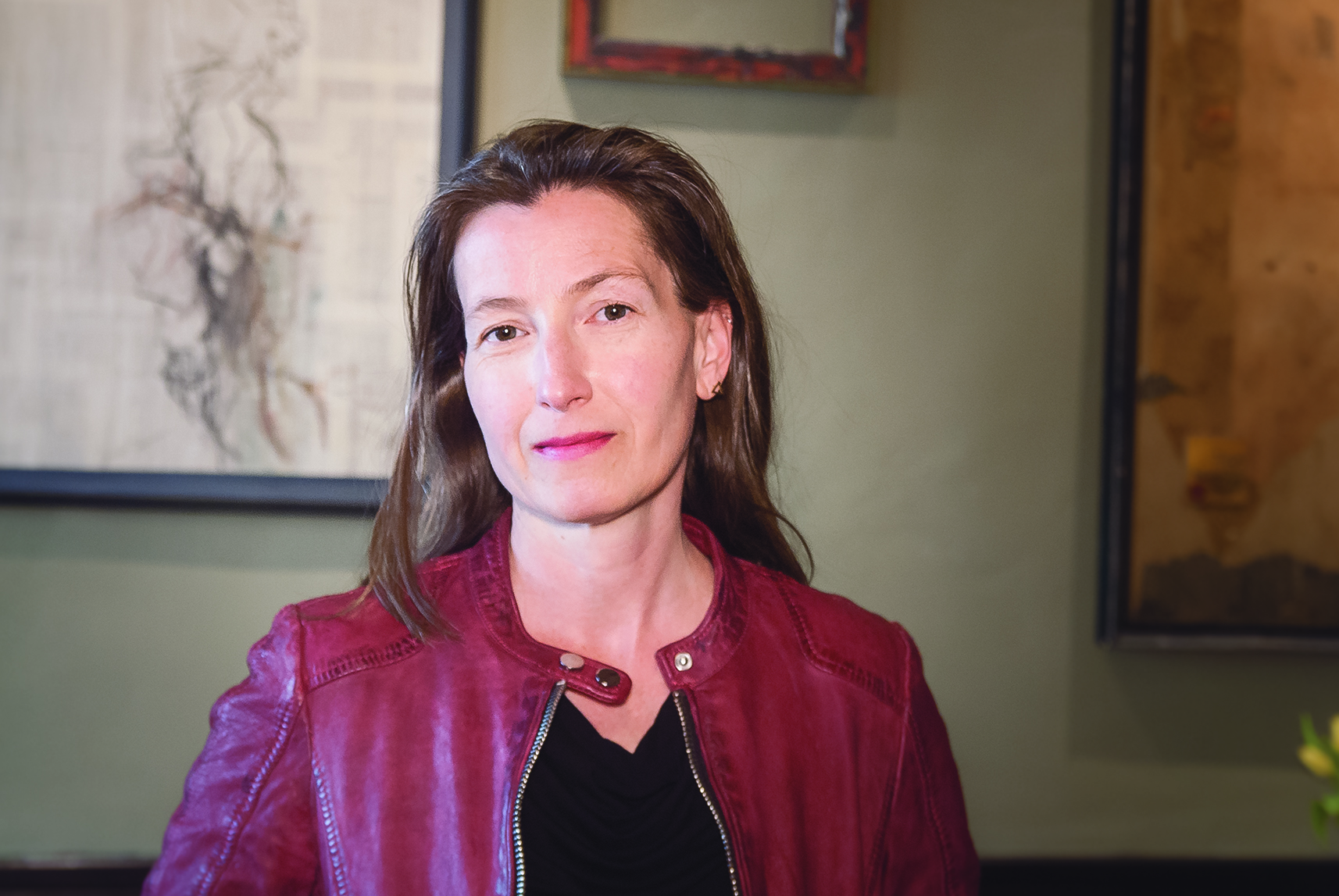
Sonja M. Schultz (2019)

Sonja M. Schultz (geboren 4. Dezember 1975 in Pinneberg) ist eine deutsche Journalistin, Schriftstellerin und Spoken-Word-Performerin. Sie lebt in Berlin.

## Leben
Nach Tätigkeiten unter anderem als Redaktionsassistentin ab 1997 beim Norddeutschen Rundfunk in Hamburg und als freie Autorin für das Pinneberger Tageblatt (1996–1998), studierte Sonja M. Schultz von 1998 bis 2005 Theaterwissenschaften/Kulturelle Kommunikation sowie Kunstgeschichte an der Humboldt-Universität zu Berlin. Sie promovierte im Jahr 2011 bei Michael Diers und Horst Bredekamp im Fachbereich Kunstgeschichte, ebenfalls an der Humboldt-Universität. Der Titel ihrer Dissertation lautete Die politische Leinwand. Nationalsozialismus und Holocaust im Film, 1933–2010.
In der Arbeit, deren erweiterte Fassung 2012 im Bertz + Fischer Verlag unter dem Titel Der Nationalsozialismus im Film: Von „Triumph des Willens“ bis „Inglourious Basterds“ veröffentlicht wurde, untersuchte sie 400 internationale Filme, die sich mit Darstellungen des  Nationalsozialismus, des Zweiten Weltkriegs und des Holocausts befassen. Die Arbeit wurde vom Institut für Kunst- und Bildgeschichte der Humboldt-Universität mit dem 2012 erstmals verliehenen Rudolf-Arnheim-Preis für den wissenschaftlichen Nachwuchs ausgezeichnet.
„Es handelt sich um die bislang kompletteste Darstellung der Bildpolitik im Nachklang des Dritten Reichs. Konzeptionell wie editorisch wird der Anspruch an ein Standardwerk formuliert. Und das zu Recht“, urteilte Manuel Köppen im Fachforum H-Soz-Kult.
Bernd Kleinhans schrieb auf dem Online-Portal Zukunft braucht Erinnerung: „Das Buch von Sonja M. Schultz bietet einen – längst notwendigen – Überblick über die Filmproduktion zum Nationalsozialismus. Gerade weil sie besonders vielfältiges Material zur Verfügung stellt und sich mit Interpretationen zurückhaltend verhält, ist das Buch idealer Ausgangspunkt für jede vertiefte Beschäftigung mit der filmischen Bearbeitung der NS-Zeit.“

## Beruf
Ab 1999 arbeitete Schultz als Drehbuchautorin und Regisseurin an Kurz- und Dokumentarfilmen mit und bildete sich im Bereich Drehbuch weiter, etwa 2007 an der Master School Drehbuch in Berlin. 2003 nahm sie als Regisseurin und Autorin von Independent-Filmprojekten am ersten Berlinale Talent Campus teil. Seit 2006 arbeitet sie schwerpunktmäßig als freie Journalistin zu den Bereichen Film und Medien sowie Erinnerungskultur, unter anderem für die Filmwebseite critic.de, kuratiert Filmreihen, etwa im Jahr 2011 unheimlich vertraut. Filme vom Terror für die Galerie C/O Berlin oder 2015 Tales of War für das Open Air Sommerkino am Checkpoint Charlie der Bundeszentrale für politische Bildung.
2013 nahm Sonja M. Schultz am Summer Institute on the Holocaust and Jewish Civilization der Northwestern University, Illinois teil. 2014 war sie eine der Interviewpartnerinnen im Dokumentarfilm Verbotene Filme des Historikers und Autors Felix Moeller.
Darüber hinaus unterrichtet Schultz Workshops und hält Vorträge im Filmbereich, so etwa 2015 zur Reihe Kriegsende 1945 im deutschen Nachkriegsfilm im Berliner Dokumentationszentrum Topographie des Terrors, 2016 bei der Tagung Von Typen und Stereotypen. Zur Konstruktion des Bildes von Juden im Film des Zentralrats der Juden in Deutschland oder 2017 im Rahmen des Dialogforums in der Gedenkstätte Mauthausen. 2016 war sie als Vortragende auf das Human Rights Film Festival Inconvenient Films in Vilnius, Litauen, eingeladen.

## Werk
Seit 2009 tritt Sonja M. Schultz mit Spoken-Word-Texten und Kurzgeschichten auf alternativen Bühnen auf. Erste Veröffentlichungen ab 2003. Für die Weiterentwicklung ihres im August 2019 im Kampa Verlag in Zürich erschienenen Debütromans Hundesohn war sie 2017 Teilnehmerin an der Autorenwerkstatt Prosa des Literarischen Colloquiums Berlin. Im Rahmen einer der Lesungen der Autorenwerkstatt kam der Kampa Verlag 2018 mit einem Vertragsangebot für die Romanveröffentlichung auf sie zu. Hundesohn erschien Ende August 2019.
Der Roman verbindet Elemente eines Hardboiled-Thrillers mit der Coming-Of-Age-Erzählung des Protagonisten Herbert Hawk im Hamburger Hafen- und Kiezmilieu. „Ein Drama um vererbte Wut, Schuld und den Wunsch, die eigene Herkunft hinter sich zu lassen“. „Sonja M. Schultz lässt ihren raubeinigen Protagonisten die Vergangenheit aufwühlen und den Leser Stück für Stück verstehen, wie Hawk zu dem werden konnte, der er ist. Vor dem gewalttätigen Vater und dessen Hundezucht viel zu früh allein in die Stadt geflohen, findet Hawk zunächst Unterschlupf und Arbeit im Hafenmilieu, bevor ihn der Traum vom Leben in Saus und Braus in den Drogenschmuggel zieht.“ „Diese Vergangenheiten hinter sich zu lassen und ohne emotionalen Ballast anständig zu leben, scheint schwieriger zu sein, als … erwartet …“
Katrin Doerksen schreibt hierzu in der FAZ: „Sonja M. Schultz' Debüt … ist von Empathie geprägt, von tiefem Verständnis für ihre Figuren, für verkrachte Existenzen und Eigenbrötlerei. … Das Verknüpfen persönlichen Elends mit deutscher Schuld, die daraus resultierende Rebellion gegen alles Bürgerliche, wie sehr uns die eigene Herkunft prägt und wie viel davon wir weitervererben – das alles sind keine neuen Gedankengänge. Besonders ist, wie Sonja M. Schultz die roten Fäden in Hundesohn zwischen Wendepunkten des zwanzigsten Jahrhunderts aufspannt, sie im kriminellen Unterbauch der Großstadt verknotet – all das unter der Kutte eines dreckigen kleinen, nur scheinbar schnell verdauten Kiezkrimis.“
Für die Kurzerzählung Luke 5, eine Art Spin-Off des Figurenarsenals aus Hundesohn rund um die Figur „Zweimeter-Inge“, erhielt sie 2020 den 14. Harder Literaturpreis.
Für 2025 ist das Erscheinen eines zweiten Romans im Aufbau-Imprint Blumenbar unter dem Titel Mauerpogo angekündigt, der sich mit Punks in der DDR in den frühen 1980er Jahren beschäftigt.

## Preise und Stipendien
- 2012: Rudolf-Arnheim-Preis für die Dissertationsschrift Die politische Leinwand. Nationalsozialismus und Holocaust im Film, 1933–2010.
- 2017: Auswahl für die Autorenwerkstatt Prosa des Literarischen Colloquiums Berlin
- 2020: 14. Harder Literaturpreis für die Kurzerzählung Luke 5[20]
- 2024: Berliner Arbeitsstipendium für deutschsprachige Literatur[21]

## Akademische Publikationen (Auswahl)
- Hitler 2.0. Der Diktator im Internet. In: Rainer Rother, Karin Herbst-Meßlinger (Hrsg.): Hitler darstellen. Zur Entwicklung und Bedeutung einer filmischen Figur. Edition text+kritik, München 2008, ISBN 978-3-88377-946-1, S. 86–100.
- Der Nationalsozialismus im Film: Von „Triumph des Willens“ bis „Inglourious Basterds“. Bertz + Fischer, Berlin 2012, ISBN 978-3-86505-314-5.
- Watch the Past. Braune Supermänner und NS-Okkultismus in Outpost (2008). In: Jörg van Bebber (Hrsg.): Dawn of an Evil Millennium. Horror und Kultur im neuen Jahrtausend. Büchner-Verlag, Marburg 2011, ISBN 978-3-941310-22-3, S. 493–498.
- Abgesänge – Neuanfänge. Das Kriegsende im deutschen Spielfilm. In: Stiftung Topographie des Terrors (Hrsg.): Deutschland 1945 – Die letzten Kriegsmonate. Ausstellungskatalog. Berlin 2014, ISBN 978-3-941772-19-9, S. 229–239.
- Dynamik eines Anti-Thrillers – Stillstand und Bewegung, Sinn und Skrupel in BLOW-UP. In: Michael Diers, Denis Grünemeier, Beat Wyss (Hrsg.): Focus on Blow-Up. Die Gegenwart der Bilder bei Antonioni. Philo Fine Arts, Hamburg 2018, ISBN 978-3-86572-699-5, S. 47–79.
- Zwischen Komik, Horror und Klischee: „Zug des Lebens“ und die Macht der Stereotype in Filmen vom Holocaust. In: Zentralrat der Juden in Deutschland (Hrsg.): Perspektiven jüdischer Bildung. Diskurse – Erkenntnisse – Positionen, Band II. Verlag Hentrich und Hentrich, Berlin/Leipzig 2019, ISBN 978-3-95565-358-3, S. 478–489.
- Kino und Katharsis? Bilder vom Nationalsozialismus im deutschen Film. In: Magnus Brechtken (Hrsg.): Aufarbeitung des Nationalsozialismus. Ein Kompendium. Wallstein Verlag, Göttingen 2021, ISBN 978-3-8353-5049-6, S. 534–556.

## Literarische Veröffentlichungen
Beiträge in Anthologien und Zeitschriften
- Protokoll. In: Gerrit zur Hausen (Hrsg.): 11. September 2001. Eine literarische Retrospektive. Edition Octopus, Münster 2003, ISBN 3-937312-07-2, S. 13–16.
- Kleidungsstück. In: Christoph Buchwald, Nora Gomringer (Hrsg.): Jahrbuch der Lyrik 2015. Dva, München 2015, ISBN 978-3-421-04612-3, S. 102.
- Hundesohn (Textauszug des Romans). In: Thomas Geiger, Norbert Miller, Joachim Sartorius (Hrsg.): spritz – Sprache im technischen Zeitalter. Nr. 225, März 2018, Böhlau Verlag, Köln 2018, ISBN 978-3-412-51174-6, S. 74–83.
- Katze. In: Kunst & Lügen e. V. (Hrsg.): PS – politisch schreiben #4, Anmerkungen zum Literaturbetrieb. Leipzig 2018, S. 176–181.
- Luke 5. In: Wolfgang Mörth (Hrsg.): miromente. Sonderausgabe zum 14. Harder Literaturpreis, Juni 2020, unartproduktion, Dornbirn-Wien 2020, S. 3–7.

Lyrik
- Anka II. In: Glitter – die Gala der Literaturzeitschriften. Nummer 5. Berlin/Zürich 2021, S. 17–24.
- Apfelwiesen. In: Dichtungsring. Zeitschrift für Literatur. 42. Jahrgang, Heft 62: „Verlorene Worte“. Bonn, 2022, S. 62.

Romane
- Hundesohn. Kampa Verlag, Zürich 2019, ISBN 978-3-311-10013-3.